# Unión Mundial de la Alianza
La Unión Mundial de la Alianza (en inglés: Alliance World Fellowship) (AWF), también llamada Alianza Cristiana y Misionera, es una asociación cristiana internacional de iglesias evangélicas. Su sede se encuentra en Colorado Springs, Estados Unidos.

## Historia

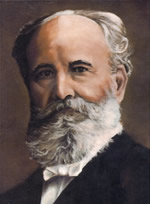
ABS Simpson, Fundador de la Alianza

La unión tiene sus orígenes en dos organizaciones  interdenominacionales fundadas por Albert Benjamin Simpson en 1887 en Old Orchard Beach (Maine), Estados Unidos, The Christian Alliance, que se centró en misiones nacionales, y The Evangelical Missionary Alliance, que se centró en misiones en el extranjero. Estas dos organizaciones se fusionaron en 1897 para formar la Alianza Cristiana y Misionera. 
En 1887, en una serie de sermones llamados Evangelio cuádruple en Nueva York, Estados Unidos, que caracterizará su enseñanza, Simpson resume el Evangelio en cuatro aspectos; Jesucristo Salvador, Santificador, Sanador y Rey que pronto regresará.
El Instituto de Capacitación Misionera (ahora Seminario Teológico de la Alianza), fundado en 1882 por Simpson en Nyack, cerca de Nueva York, contribuyó al desarrollo de la unión.
En su libro de 1890, "A Larger Christian Life", explicó su visión de la Iglesia: 

una Iglesia que pueda ser a la vez madre y hogar de toda forma de ayuda y bendición que Jesús vino a dar a los hombres perdidos y sufrientes, el lugar de nacimiento y el hogar de las almas, la fuente de curación y limpieza, el refugio el hogar para los huérfanos y afligidos, la escuela para la cultura y formación de los hijos de Dios, la armería donde se les equipa para la batalla del Señor y el ejército que pelea esas batallas en Su nombre.

A principios del siglo XX, varios miembros de la Alianza adoptaron creencias Pentecostales.  Sin embargo, Simpson estaba en contra del hecho de que "hablar en lenguas" sería una prueba obligatoria del bautismo del Espíritu Santo y criticó varias prácticas del pentecostalismo que él consideraba excesivas, las cuales fueron dirigidas por algunos pastores.
En 1912, esta divergencia llevó a la Alianza a unirse como una iglesia organizada, delegando más autoridad a su consejo anual para proteger la propiedad de la organización en caso de salidas de las iglesias de la Alianza.
Después de la muerte de Simpson en 1919, la C&MA se distanció del pentecostalismo, rechazando la premisa de que hablar en lenguas es un indicador necesario de estar lleno del Espíritu Santo y, en cambio, se centró en la vida cristiana más profunda (movimiento de vida superior). En 1930, la mayoría de las ramas locales de la Alianza funcionaban como iglesias, pero todavía no se veían a sí mismas como tales.
Para 1965, las iglesias miembros adoptaron una confesión de fe común. En 1975, se organizó oficialmente la Alliance World Fellowship (AWF).  En 2010, estuvo presente en 50 países.
En 2023, la Alianza Cristiana y Misionera de los Estados Unidos autorizó el  ministerio pastoral de mujeres.

## Estadísticas
En 2022, la denominación tenía 22.000 iglesias, 6.200.000 miembros en 88 países.

## Creencias
La denominación tiene una confesión de fe y creencias de la Iglesia de creyentes y una teología evangélica.
A pesar de algunas influencias del movimiento de Santidad y el movimiento de vida superior, la Alianza tiene creencias distintas, sobre todo porque cree en la santificación progresiva.
Sus creencias se resumen en los cuatro aspectos de la doctrina del Evangelio cuádruple, a saber, la salvación, santificación, curación divina y segunda venida de Cristo. Estos aspectos están representados en el logotipo. La cruz representa la salvación a través de la muerte y resurrección de Jesucristo. La copa representa la santificación. El cántaro recuerda al aceite, símbolo del Espíritu Santo y de la vida divina y la sanidad física que proviene de Jesús. La corona simboliza el inminente regreso a la tierra de Jesucristo como Rey de reyes y Señor de señores.

## Escuelas

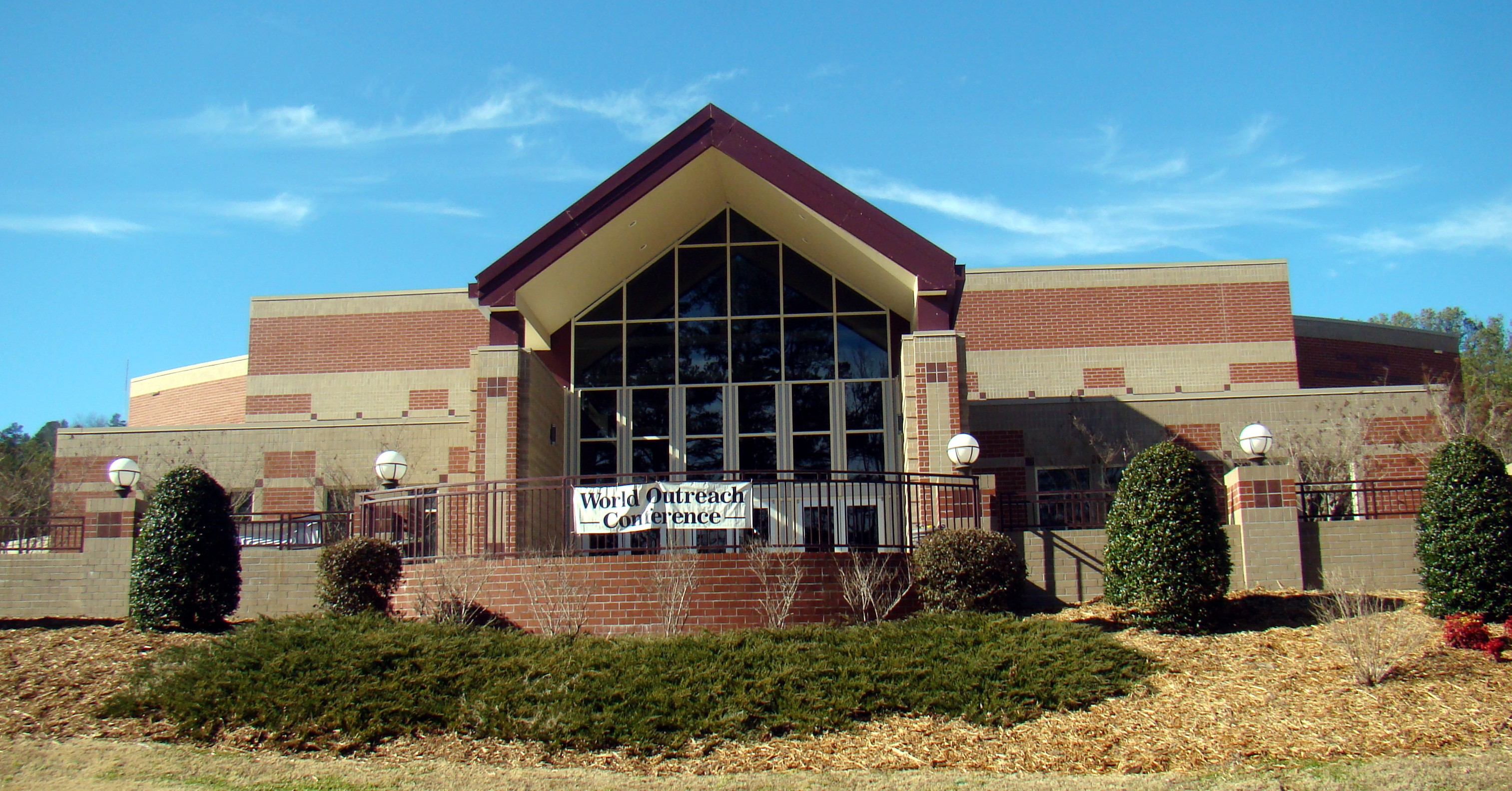
Grace Chapel and Performing Arts Center, Toccoa Falls College en Tocoa, Georgia, Estados Unidos.

La denominación tenía 90 institutos teológicos.

## Programas humanitarios
Las actividades de C.A.M.A. incluyen una variedad de actividades de ayuda y desarrollo, proporcionando alimentos, ropa, atención médica y capacitación laboral a personas en situaciones de crisis en todo el mundo, todos asociados con la actividad evangélica.

## Controversias
En la década de 1980, la sede de la organización en Estados Unidos comenzó a recibir quejas de hijos de misioneros que supuestamente fueron abusados en un internado en Mamou, Guinea. En 1995, un comité de 30 alumnos solicitó una investigación formal de la organización. En 1996, se formó una comisión de investigación independiente y en su informe de 1998 caracterizó a la organización como negligente en el manejo de los eventos y la capacitación de maestros. En respuesta a este informe, en 2000, la organización desarrolló políticas en caso de un cargo para no repetir los mismos errores.